# Gunnar Norberg
Carl Gunnar Norberg, född 10 september 1888 i Stockholm, död 5 april 1956 i Nynäshamn, var en svensk inspicient, skådespelare och journalist.
Norberg utbildade sig först till badmästare. Han var anställd som inspicient vid Svenska Biografteatern under 1910-talet. Han lämnade skådespelaryrket och blev chefredaktör för Nynäshamns Posten 1930–1956. 

## Filmografi
- 1912 – De svarta maskerna
- 1915 – Minlotsen
- 1917 – Terje Vigen